# Batalha de Chupas
A batalha de Chupas foi um combate no qual se enfrentaram as forças de Diego de Almagro, o Moço, e Nova Castela, durante a conquista do Império Inca.
Após o assassinato de Francisco Pizarro, em retaliação à execução de seu pai em 1538, Diego de Almagro II, o Moço, continuou a reivindicar o título de governante do Peru. Seu pedido não foi atendido, e Pizarro foi sucedido como governador por Cristóbal Vaca de Castro, apesar das reivindicações de seu irmão Gonzalo Pizarro para unir forças para combater os almagristas e El Mozo.
Desesperado para não enfrentar o mesmo destino que seu pai após a batalha de Las Salinas, Diego de Almagro II reuniu um exército de apoiantes, mas foi derrotado fora de Huamanga, em Chupas, em 16 de setembro de 1542, no ano seguinte à morte de Pizarro, e foi executado no mesmo dia na praça da cidade depois de um julgamento breve.